# Феачани
Феачани (модерно ], лат. Phaeaci), митски народ на острву Шерији, славан по свом мирном и блаженом животу.

## Митологија
Првобитно су Феачани живели у земљи Хиперији, али када су их киклопи, њихове прве комшије почеле узнемиравати, краљ Науситој, син бога мора Посејдона и Перибије, кћерке гиганта Еуримедонта, одвео их је на усамљено и мирно острво Шерију.
Феачани су, на том острву саградили град и наставили да живе својим мирним животом, далеко од свих путева странаца.
За време владавине Науситојевог сина Алкиноја и његове жене Арете, на обале њиховог острва су пристали Аргонаути који су се враћали са златним руном из похода на Колхиду. мало после су дошли и војници из Колхиде који су прогонили Аргонауте.
Феачани су и једне и друге примили пријатељски и спречили сукоб завађених страна на свом острву, а када се на острву појавио и Одисеј, који је, после бекства од нимфе Калипсе, преживео бродолом, краљ Алкиној га је примио са свим почастима.
Када се краљ Алкиној уверио да је Одисеј један од славних ахејских јунака који се борио под Тројом, богато га је наградио, поклонио му је и брод и омогућио повратак Одисеја на Итаку.
Бродови Феачана су били, по Хомеру, једни од најбољих и најбржих бродова тог времена

## О Феачанима
Острво на коме су живели Фачани је привлачило пажњу истраживача од античких времена па све до данас. Многи су тврдили да је острво Феачана у ствари острво Крф, а други, опет, тврдили да је то острво Крит, а има и оних који су говорили да је то митска Атлантида.
Хомер пише да је острво Феачана:

„далеко по страни од људи, на самим границама света..“
Занимљиво је и то што Хомер описује да то друштво има елементе матријахалног друштвеног уређења са родовском демократијом, а сцене са фресака из Миносове палате на Криту, подсећају управо на такво друштво.
Феачани су, по Хомеру приређивали и спортске игре које се подударају са петобојем уведеним на Олимпијским играма 708. године пре нове ере.
Наусикаја, кћерка краља Алкиноја, је дочекала Одисеја на обали острва где се играла лоптом са својим дружбеницама.